# Отто, Андреас
А́ндреас О́тто (нем. Andreas Otto; 5 октября 1963, Франкфурт-на-Одере) — немецкий боксёр полусредних весовых категорий, выступал за сборные ГДР и Германии в конце 1980-х — первой половине 1990-х годов. Участник двух летних Олимпийских игр, многократный призёр чемпионатов мира и Европы, многократный чемпион национальных первенств, победитель многих международных турниров и матчевых встреч.

## Биография
Андреас Отто родился 5 октября 1963 года во Франкфурте-на-Одере. Активно заниматься боксом начал в раннем детстве, проходил подготовку в местном боксёрском клубе «Форвертс». Первого серьёзного успеха на ринге добился в возрасте девятнадцати лет, когда в лёгком весе занял второе место в зачёте взрослого первенства ГДР. Три года спустя выиграл бронзовую медаль, затем поднялся в полусредний вес, в 1986 и 1988 годах дважды был призёром национального чемпионата: бронзовым и серебряным соответственно. Благодаря череде удачных выступлений удостоился права защищать честь страны на летних Олимпийских играх в Сеуле, однако в первом же своём матче на турнире проиграл канадцу Ховарду Гранту — рефери остановил бой во втором раунде из-за полученной немцем травмы.
Несмотря на неудачу с Олимпиадой, Отто продолжил выходить на ринг в основном составе сборной ГДР, принимая участие во всех крупнейших международных турнирах. Так, в 1989 году он выиграл бронзовую медаль на чемпионате Европы в Афинах (в полуфинале потерпел поражение от представителя СССР Игоря Ружникова) и серебряную на чемпионате мира в Москве (в решающем матче не смог взять верх над ирландцем Майклом Кэрратом).
После объединения Германии в 1990 году Отто перешёл во второй полусредний вес и в этой весовой категории тоже добился неплохих результатов: в период 1991—1995 пять раз подряд становился чемпионом страны. На чемпионате мира 1991 года в Сиднее снова дошёл до финала и снова немного не дотянул до первого места — проиграл по очкам кубинцу Хуану Эрнандесу. На европейском первенстве в шведском Гётеборге в первом же бою потерпел разгромное поражение от советского боксёра Владимира Ерещенко. Позже прошёл квалификацию на Олимпийские игры в Барселону, выступил здесь немного лучше предыдущего раза — дошёл до четвертьфинала, где вновь встретился с ирландцем Кэрратом и уступил ему со счётом 22:35.
В 1993 и 1995 годах Отто боксировал на чемпионатах мира в Тампере и Берлине, в обоих случаях дошёл до стадии полуфиналов, где неизменно проигрывал кубинцу Эрнандесу. Также в 1993 году добыл бронзу на чемпионате Европы в Бурсе, на сей раз путь к верхней ступени пьедестала ему преградил литовец Виталиус Карпачаускас. Вскоре после этих соревнований Андреас Отто принял решение завершить спортивную карьеру, уступив место в сборной молодым немецким боксёрам.